# Encontro Mundial de Artes Cênicas
O Encontro Mundial de Artes Cênicas (ECUM) é um fórum mundial de debates sobre as artes cênicas que ocorre bienalmente em Belo Horizonte, no estado de Minas Gerais, e em São Paulo, SP.
Criado em 1998, o encontro aconteceu até 2010 em Belo Horizonte, passando para São Paulo em 2012 e retornando à capital mineira em 2016. O evento oferece espetáculos, oficinas, workshops e palestras.